# Sukhoi Su-9
Il Sukhoi Su-9 (in cirillico Сухой Су-9), noto anche con il nome in codice NATO Fishpot-B fu un caccia intercettore monomotore a getto supersonico ognitempo ad ala a delta progettato dall'OKB 51 diretto da Pavel Osipovič Suchoj e sviluppato in Unione Sovietica nei tardi anni cinquanta. Impiegato negli anni sessanta nella Vojska protivovozdušnoj oborony (P-VO), la difesa aerea sovietica, nel 1955, rimase operativo fino agli anni settanta.

## Storia del progetto
Il progetto del Su-9 è frutto degli studi di aerodinamica computo dallo TsAGI, il centro aerodinamico sovietico, durante la Guerra di Corea, che ha ideato diverse configurazioni aerodinamiche ottimali per gli aerei da caccia. Gli studi si concretizzarono in un prototipo a cui venne data la denominazione T-405 (T per Tryeugol'noye krylo, ovvero ala a delta, nome in codice NATO Fishpot) e che venne portato in volo per la prima volta nel 1956. Il Su-9, sviluppato contemporaneamente al Su-7 Fitter, venne notato dagli osservatori occidentali per la prima volta durante la parata aerea di Tušino, in occasione della "Giornata delle Forze Aeree Sovietiche" del 24 giugno 1956, i quali gli assegnarono nome in codice NATO Fitter-B. Entrambi entrarono in servizio operativo nel 1959.
La produzione totale fu di circa 1 100 esemplari, e si ritiene inoltre che un certo numero di Su-9 vennero aggiornati allo standard Su-11 Fishpot-C. Nessun esemplare venne esportato né ai paesi del Patto di Varsavia né agli abituali clienti filosovietici e dopo aver raggiunto negli anni settanta il limite di vita operativa, sia i Su-9 che gli esemplari aggiornati al Su-11 vennero ritirati dal servizio, sostituiti dalle ultime versioni del Su-11 e dai superiori e più moderni Su-15 Flagon e MiG-25 Foxbat. Alcuni velivoli vennero conservati come laboratori volanti o trasformati in velivoli telecomandati senza pilota.

## Impiego operativo
Il coinvolgimento in azioni belliche, se mai fosse avvenuto, non è noto. La possibilità che abbia ingaggiato o abbattuto qualche velivolo che avesse invaso lo spazio aereo sovietico durante le missioni di ricognizione è plausibile, ma non verificabile in quanto i dettagli delle missioni rimangono classificati e nulla venne mai ammesso pubblicamente.
Il 14 luglio 1959 un Su-9 appositamente modificato, denominato dall'OKB T-43/1 (o più semplicemente T-431), e pilotato da Vladimir Sergeevič Il'jušin stabilì il primato mondiale di tangenza massima raggiungendo la quota di 28 852 m.

## Versioni

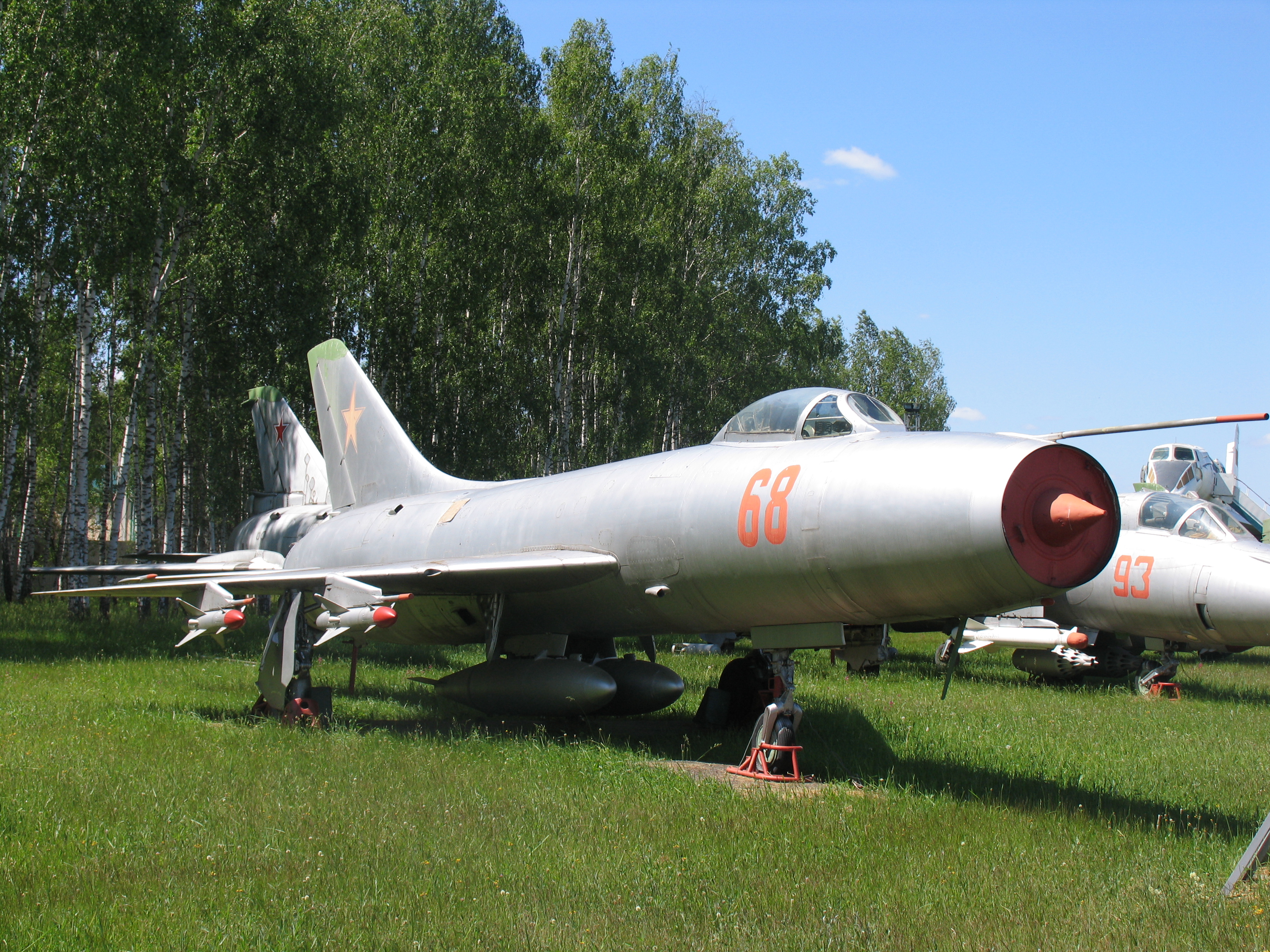
un Su-9B

T-405
prototipo del Su-9.
Su-9 (Су-9)
versione di produzione in serie, prodotta in circa 1 100 esemplari.
Su-9B (Су-9Б)
versione cacciabombardiere
Su-9U (Су-9У)
versione biposto da addestramento, armata ed equipaggiata con gli stessi sistemi operazionali ma non adatta per il servizio operativo, prodotta in circa 50 esemplari.
T-431
Un Su-9 modificato nel 1962 nel tentativo di superare il record mondiale di tangenza massima.

## Utilizzatori
Unione Sovietica
- Vojska protivovozdušnoj oborony

## Velivoli attualmente esistenti
Un esemplare di Su-9 è attualmente in esposizione presso il museo aeronautico di Košice, in Slovacchia.